# Abonament prawniczy
Abonament prawniczy – forma ryczałtowej płatności za usługi prawnicze, dzięki której klient może pozostawać w stałym kontakcie z kancelarią, konsultując się w kwestii podejmowanych czynności prawnych, w ramach wykupionej opłaty. Ta forma obsługi prawnej jest szczególnie popularna wśród przedsiębiorców.